# Sirajganj Sadar
Sirajganj Sadar è un sottodistretto (upazila) del Bangladesh situato nel distretto di Sirajganj, divisione di Rajshahi. Si estende su una superficie di 325,77 km² e conta una popolazione di 555.155  abitanti (censimento 2011).